# Rebecca Petch
Rebecca Petch, född den 9 juli 1998 i Te Awamutu, är en nyzeeländsk tävlingscyklist.
Rebecca Petch medverkade vid VM 2023 där hon ingick det nyzeeländska laget som tog en femteplats i lagsprinten. Vid OS 2024 tog hon silver i lagsprinten tillsammans med Shaane Fulton och Ellesse Andrews.